# Ammophila placida
Ammophila placida es una especie de avispa del género Ammophila, familia Sphecidae.

## Taxonomía
Fue descrito por primera vez en 1856 por F. Smith.